# Fokus
Fokus, właśc. Wojciech Alszer (ur. 13 marca 1980 w Katowicach) – polski raper, autor tekstów i producent muzyczny znany przede wszystkim z działalności w zespole Paktofonika, a także Pijani Powietrzem i Pokahontaz. Współlaureat nagrody Fryderyka z Paktofoniką.
Współpracował z takimi wykonawcami, jak Pezet, Moral, Gutek, White House, Trzeci Wymiar, Jajonasz, IGS, AbradAb, Fisz, Vienio, Łona, HST, Kaczor, DonGURALesko, O.S.T.R., Gano, Doda, Noon, Ras Luta, Buka, Rahim, HiFi Banda, Losza Vera, czy Pih.
W 2011 roku Alszer został sklasyfikowany na 14. miejscu listy 30 najlepszych polskich raperów według magazynu „Machina”. Rok później znalazł się na 10. miejscu analogicznej listy opublikowanej przez serwis Porcys. Poza działalnością artystyczną prowadzi wytwórnię muzyczną FoAna.

## Życiorys
W roku 1996 jako szesnastoletni fan zespołu Kaliber 44, zaprojektował charakterystyczną czcionkę na okładkę debiutanckiego albumu grupy pt. Księga Tajemnicza. Prolog. Tego samego roku napisał utwór „Powierzchnie tnące” i to właśnie po jego wykonaniu w 1998 roku na koncercie w Mikołowie powstała idea Paktofoniki. Spotkali się tam Magik, który z nieznanego powodu opuścił Kaliber 44, a także Rahim, który rozstał się ze swoją mikołowską grupą 3xKlan. Obaj zaakceptowali inicjatywę Fokusa stworzenia trzyosobowego składu – Paktofoniki. W 1998 roku nagrali trzy pierwsze utwory: „Priorytety”, „Gdyby”, „Ja to ja”. W 2000 roku Fokus nagrał szereg utworów na płytę Usta miasta kast. W zamyśle producencki album Fokusa, w formie kompilacji został zrealizowany w głównej mierze przez IGS-a. Na płycie wystąpili ponadto m.in. tacy wykonawcy jak: Mea, Zapis-C Rytmu, Prohibeate, Bas Tajpan i Płonący Squat. 18 grudnia 2000 roku do sklepów trafiła debiutancka płyta Paktofoniki Kinematografia. Osiem dni po wydaniu płyty samobójstwo popełnił Magik. W czerwcu wydali z Rahimem minialbum Jestem Bogiem poświęcony zmarłemu koledze.
W kwietniu roku 2002 zespół został nagrodzony Fryderykiem za najlepszy album hiphopowy w roku 2001. 25 września tego samego roku została wydana druga, pożegnalna płyta zespołu pt. Archiwum kinematografii, na której znalazły się m.in. utwory zarejestrowane podczas sesji nagraniowych pierwszej płyty. Także w 2002 roku Fokus ze Śliwką Tuitam z częstochowskiego zespołu Ego utworzył projekt Pijani Powietrzem. Efektem współpracy był wydany jeszcze w 2002 roku album zatytułowany Zawieszeni w czasie i przestrzeni. Na płycie wyprodukowanej przez Rahima, Fokusa, Młodego, DJ-a Haema i DJ-a Bambusa znalazło się czternaście piosenek, utrzymanych w nowoczesnej stylistyce. 21 marca 2003 roku odbył się ostatni koncert PFK w Katowicach w Hali Spodek, na którym ogłoszono zakończenie działalności zespołu.
W międzyczasie wraz z Rahimem i DJ-em Bambusem założył zespół pod nazwą Pokahontaz. Rok później ukazał się pierwszy singel formacji zatytułowany „Wstrząs dla mas”, do którego powstał także teledysk. 2 kwietnia 2005 roku nakładem Kreska Records ukazał się debiutancki album Pokahontaz zatytułowany Receptura. Na wydawnictwie znalazły się utwory wyprodukowane m.in. przez Rahima, Minika i DJ 600V, który także zmiksował i zmasterował nagrania. Gościnnie w nagraniach wzięli udział m.in. Śliwka Tuitam, oraz członkowie zespołu Projektor – Miuosh i Puq. Drugi singlem promującym płytę był utwór „Za szybcy się wściekli”, do którego został zrealizowany teledysk. Promocyjny obraz powstał także do piosenki „Nie1”. Pod koniec 2005 roku, do sklepów miała trafić reedycja debiutu, pod nazwą R+. Ostatecznie wydawnictwo zostało udostępnione bezpłatnie m.in. na oficjalnej stronie internetowej zespołu. Kolejne trzy lata działalności artystycznej Fokusa stanowiły występy gościnne. Zwrotki rapera znalazły się na płytach takich wykonawców jak: Perwer Squad, Aes, Kooperacja, White House, MeriDialu oraz Pih.

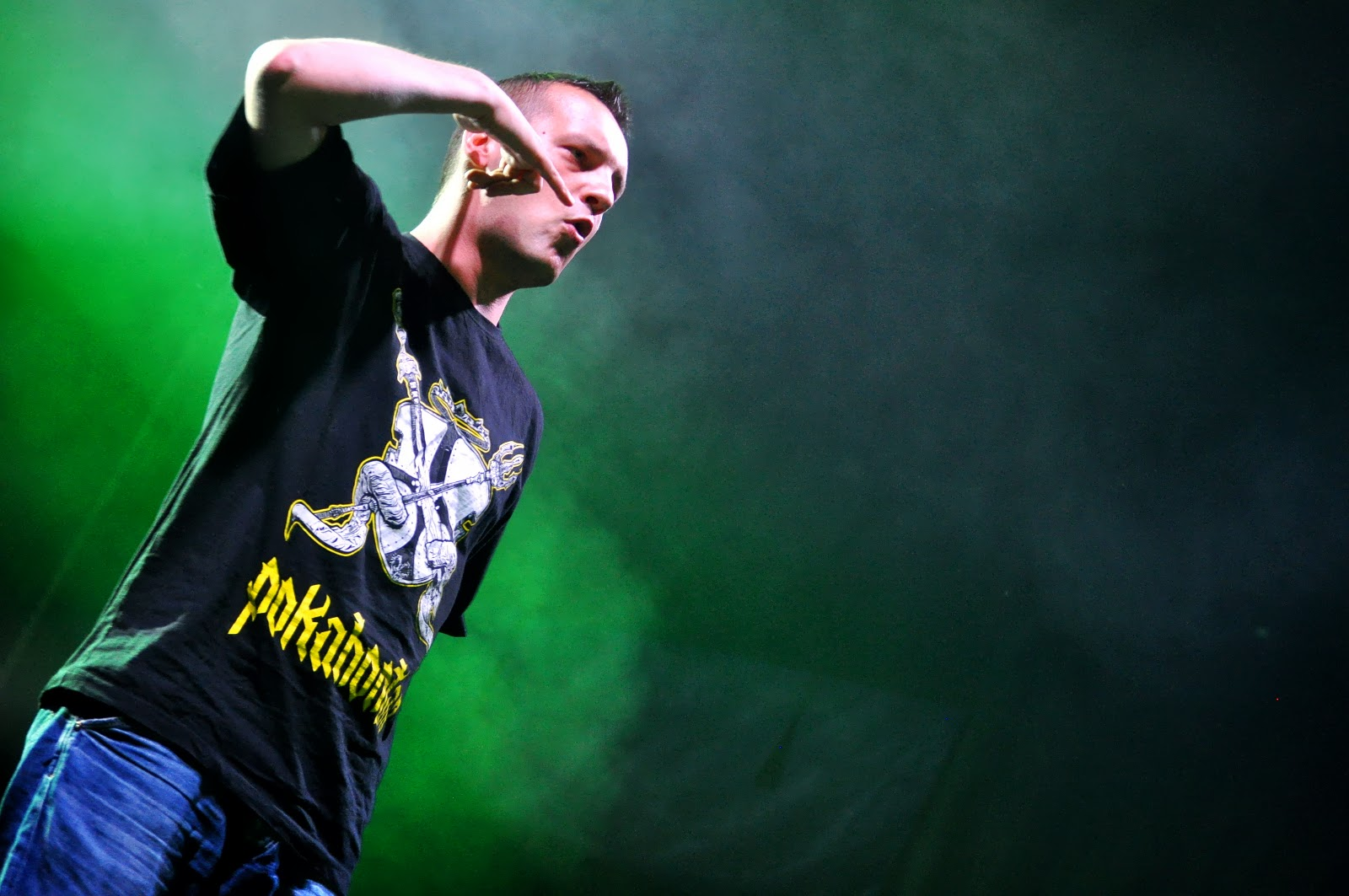
Fokus, 2013

17 listopada 2008 roku ukazał się debiutancki album solowy rapera zatytułowany Alfa i Omega. Płyta ukazała się nakładem oficyny FoAna. Album poprzedził szereg koncertów promujących płytę. Gościnnie w nagraniach wzięli udział m.in. HST, O.S.T.R. i Pezet. Na dwupłytowym wydawnictwie znalazły się piosenki, które wyprodukował sam Fokus, a także MTI i Stahu. Materiał był promowany ponadto teledyskami do utworów „SMSy” i „Już dawno nie”. Piosenki znalazły się także na maxi-singlu Smsy, Czas II, Sekrety, Już dawno nie. Rok później Fokus gościł na albumach White House, Trzeciego Wymiaru oraz KRI. Z kolei w 2010 roku wystąpił na płytach HiFi Bandy, Rahima, Aesa, Vienia, Pyskatego, a także albumie producenckim Lukatricks. Tego samego roku ukazał się również singel pt. „Komplet”, który Fokus nagrał wraz z Pezetem, Małolatem i O.S.T.R.-em. Wydawnictwo powstało w ramach promocji cyklu koncertowego Rap Route.
5 lutego 2011 roku odbyła się premiera drugiego albumu solowego Fokusa pt. Prewersje. Płyta zadebiutowała na 6. miejscu listy OLiS. Nagrania były promowane teledyskami do utworów „6 ścian”, „V.I.P.”, „Wszystko będzie dobrze” oraz „Lubisz to”. Gościnnie na płycie wystąpili jedynie Losza Vera i Gutek. Natomiast produkcji podjęli się White House, O.S.T.R., Jajonasz oraz The Returners. Także w 2011 roku Fokus rapował gościnnie na płytach Kooperacji, DonGURALesko, Dwa Zera oraz duetu Moral i Gano. Artysta wystąpił także na drugim albumie solowym piosenkarki popowej Doroty „Dody” Rabczewskiej – 7 pokus głównych, w utworze „Fuck It”. Współpraca z Dodą spotkała się ze skrajnie negatywnym odbiorem środowiska hip-hopowego. Rok później raper po raz kolejny na płytach Trzeciego Wymiaru, White House i Pezeta, a także po raz pierwszy na wydawnictwie duetu Raca i DonDe. Ponadto wraz z Pono nagrał utwór „Nie ukrywam, że...”, który ukazał się na kompilacji różnych wykonawców Prosto Mixtape Kebs, sygnowanej przez DJ-a Kebsa.
Przybliżoną historię Paktofoniki przedstawia film „Jesteś Bogiem” Leszka Dawida, zrealizowany na podstawie scenariusza Macieja Pisuka opublikowanego w książce „Paktofonika. Przewodnik Krytyki Politycznej”.
W 2017 r. wziął udział w kampanii reklamowej napojów energetycznych Tiger.

## Dyskografia
| Rok                        | Album                                                               | Pozycja na liście | Sprzedaż         |
| Rok                        | Album                                                               | POL               | Sprzedaż         |
| -------------------------- | ------------------------------------------------------------------- | ----------------- | ---------------- |
| 2008                       | Alfa i Omega - Data: 17 listopada 2008 - Wydawca: FoAna/Fonografika | –                 |                  |
| 2011                       | Prewersje - Data: 5 lutego 2011 - Wydawca: FoAna/Fonografika        | 6                 | - POL: 10 tys. + |
| „–” album nie był notowany |                                                                     |                   |                  |

| Rok  | Album                                                | Pozycja na liście |
| Rok  | Album                                                | POL               |
| ---- | ---------------------------------------------------- | ----------------- |
| 2021 | Arogant - Data: 31 grudnia 2021 - Wydawca: MaxFloRec | 1                 |

| Rok  | Tytuł                                       | Album        |
| ---- | ------------------------------------------- | ------------ |
| 2008 | „Smsy, Czas II, Sekrety, Już dawno nie”     | Alfa i Omega |
| 2009 | „Koncerty” – Fokus, MeriDialu               | –            |
| 2010 | „Komplet” – Fokus, Pezet, Małolat, O.S.T.R. | –            |

### Kompilacje różnych wykonawców
| Rok  | Utwór | Album                         | Źródło |
| ---- | --- | ----------------------------- | ------ |
| 2000 | „Intro” – Mea, Fokus „Stem tutaj” – Fokus „Śmietan(k)a skit” – Fokus „Witam na majq” – Jajonasz, Fokus, Bas Tajpan, Dene „100 wersów” – Fokus | Usta miasta kast              | [ 19 ] |
| 2000 | „100 wersów (I wersja)” – Fokus | Pokaż walory                  | [ 20 ] |
| 2001 | „Stem tutaj” – Fokus | Klan CD#17                    | [ 21 ] |
| 2006 | „Kto Ty jesteś?” – Mata, Siwydym, Fokus | Silesia na kradzionych bitach | [ 22 ] |
| 2008 | „Super saiyan” – Fokus | Hip-Hop.pl składanka 2008     | [ 23 ] |
| 2012 | „Nie ukrywam, że...” – Pono, Fokus | Prosto Mixtape Kebs           | [ 24 ] |

### Występy gościnne
| Rok  | Utwór | Album                                       | Źródło |
| ---- | --- | ------------------------------------------- | ------ |
| 2000 | „CHTHC” (gościnnie: Fokus) „Po co” (gościnnie: Literat, MCF, Fokus) | Katowice – 19 Południk                      | [ 25 ] |
| 2000 | „Za mikrofonami” (gościnnie: HST, Fokus, Dene) „Ja nadal” (gościnnie: Fokus) | Ekspedycje – IGS                            | [ 26 ] |
| 2001 | „Czas” (gościnnie: Fokus) | Alchemia – IGS                              | [ 27 ] |
| 2002 | „Zimnafuzja” (gościnnie: Fokus) | Muzyka klasyczna – Pezet/Noon               | [ 28 ] |
| 2002 | „Alkoholizm” (gościnnie: Fokus) | Masy ludu. Na językach – HST                | [ 29 ] |
| 2002 | „Wielkie boom” (gościnnie: Fokus) | Made In Poland – MCF                        | [ 30 ] |
| 2002 | „Magnes” (gościnnie: Fokus) | Experyment: PSYHO – Rahim                   | [ 31 ] |
| 2002 | „Są dni” (gościnnie: Fokus, Gutek) | Kodex – White House                         | [ 32 ] |
| 2003 | „Powtarzam się” (gościnnie: Fokus) | HipHobbitz – Żusto                          | [ 33 ] |
| 2006 | „Gupie gufno” (gościnnie: Fokus) | Mixtape Vol.1 – Perwer Squad                | [ 34 ] |
| 2006 | „Miasto dni siedem” (gościnnie: Fokus) | Maestro – Aes                               | [ 35 ] |
| 2007 | „Nie daj się” (gościnnie: Fokus, Mr. Hide) | Kooperacja – Kooperacja                     | [ 36 ] |
| 2007 | „Wyrok” (gościnnie: DonGuralEsko, Fokus) | Kodex 3: Wyrok – White House                | [ 37 ] |
| 2008 | „Znowu to samo” (gościnnie: Fokus) „Sierściuchy” (gościnnie: Fokus, Rahim) „SMSy” (Młody RMX) (gościnnie: Fokus) | Dekada – MeriDialu                          | [ 38 ] |
| 2008 | „Rany kłute” (gościnnie: Kaczor, Ero, Fokus) | Kwiaty zła – Pih                            | [ 39 ] |
| 2009 | „Całujcie mnie wszyscy w dupę” – Julian Tuwim (gościnnie: Fokus) | Poeci – White House                         | [ 40 ] |
| 2009 | „Ilu z was?!” (gościnnie: Fokus) | Złodzieje czasu – Trzeci Wymiar             | [ 41 ] |
| 2009 | „Błazenada” (gościnnie: Fokus) | Kunszt – KRI.                               | [ 42 ] |
| 2010 | „Kropeczka” (gościnnie: Fokus, Śliwka Tuitam) „M-ów” (gościnnie: Fokus, Puq) | Podróże po amplitudzie – Rahim              | [ 43 ] |
| 2010 | „Tak nie” (gościnnie: Fokus) | Pozycja obowiązkowa – Aes                   | [ 44 ] |
| 2010 | „Bez granic” (gościnnie: Fokus i inni) | Pysk w pysk (Edycja specjalna) – Pyskaty    | [ 45 ] |
| 2010 | „Triumf” (gościnnie: Mata, Świtał, Moral/Gano, Fokus, HST) „Trzeba wziąć” (gościnnie: Joka, HST, Fokus) „Muzyka i Śląsk” (gościnnie: HST, Fokus, Siwydym) „Mówią o mnie w mieście” (gościnnie: Tede, Gano, Fokus, AbradAb, Gutek) „Pro-to-typ” (gościnnie: Gano, Mata, Fokus, Mr. Hide, Toony) „Podaruj mi trochę słońca” (gościnnie: HST, Fokus, Gano) „Miliony myśli” (gościnnie: Świtał, Pih, Moral, Fokus, Jajonasz) | Czarne złoto – Lukatricks                   | [ 46 ] |
| 2010 | „Nie mam w nawyku 2” (gościnnie: Fokus) | Wiem, że warto – Karim                      | [ 47 ] |
| 2010 | „Różnice” (gościnnie: Łona, Fokus) | Etos 2010 – Vienio                          | [ 48 ] |
| 2010 | „Bez granic” – Pyskaty (gościnnie: Fokus i inni) | Polski Blender Vol.2 – DJ Tuniziano         | [ 49 ] |
| 2010 | „Zarażeni” (gościnnie: W.E.N.A., Shugar, Fokus) „Nie kupuję” (gościnnie: Fokus) | 23:55 – HiFi Banda                          | [ 50 ] |
| 2010 | „Kropeczka” (Karma Remix) (gościnnie: Fokus, Śliwka Tuitam) „M-ów” (Stahu Beats Remix) (gościnnie: Fokus, Puq) | Amplifikacja – Rahim                        | [ 51 ] |
| 2011 | „WTF?!” (gościnnie: Fokus, Mr. Hide) | KO3 – Kooperacja                            | [ 52 ] |
| 2011 | „Jakość” (gościnnie: Fokus) | Płyta z czarnych płyt – DwaZera             | [ 53 ] |
| 2011 | „Jestem graczem” (gościnnie: Fokus) | Przeminęło z dymem – Moral / Gano           | [ 54 ] |
| 2011 | „Fuck It” (gościnnie: Fokus) | 7 pokus głównych – Doda                     | [ 55 ] |
| 2011 | „Kolor purpury” (gościnnie: Waldemar Kasta, VNM, Wdowa, Brahu, Fokus) | Zaklinacz deszczu – DonGURALesko            | [ 56 ] |
| 2012 | „Myśl” (gościnnie: AZitiZ, Fokus) | Dolina klaunoow – Trzeci Wymiar             | [ 57 ] |
| 2012 | „Nigdy się nie poddawaj” (gościnnie: Fokus) | Kodex 4 – White House                       | [ 58 ] |
| 2012 | „Poranek poety” (gościnnie: Fokus, Cira) | Konsument ludzkich sumień – Raca/DonDe      | [ 59 ] |
| 2012 | „Noc jest dla mnie” (gościnnie: Fokus) | Radio Pezet. Produkcja Sidney Polak – Pezet | [ 60 ] |
| 2012 | „A gdyby tak” (gościnnie: Fokus) | Projekt jeden z życia moment – DonGURALesko | [ 61 ] |
| 2013 | „Kici kici” (gościnnie: Fokus, Mr. Hide) | Muzykopunktura – Stahu                      | [ 62 ] |
| 2013 | „Ego Trippin’” (gościnnie: Fokus) | Funky cios, sexy głos – Gonix               | [ 63 ] |
| 2014 | „Było ostro” (gościnnie: Fokus) | W cenie sztuki – Tony Jazzu                 | [ 64 ] |
| 2015 | „Z archiwum twarzy” (gościnnie: Fokus) | Optymistycznie – Buka, Rahim                | [ 65 ] |

## Teledyski
| Rok                     | Tytuł                                                                            | Reżyseria/Realizacja                       | Album                               | Źródło |
| ----------------------- | -------------------------------------------------------------------------------- | ------------------------------------------ | ----------------------------------- | ------ |
| 2008                    | „SMSy”                                                                           | –                                          | Alfa i Omega                        | [ 66 ] |
| 2008                    | „Już dawno nie” (gościnnie: HST)                                                 | zdj. Michał Kopaniszyn, Matylda Sałajewska | Alfa i Omega                        | [ 67 ] |
| 2010                    | „6 ścian”                                                                        | Michał „Kopa” Kopaniszyn                   | Prewersje                           | [ 68 ] |
| 2011                    | „V.I.P.”                                                                         | ToczyVideos                                | Prewersje                           | [ 69 ] |
| 2011                    | „Wszystko będzie dobrze” (gościnnie: Gutek)                                      | Przedmarańcza                              | Prewersje                           | [ 70 ] |
| 2011                    | „Lubisz to”                                                                      | Make A Move                                | Prewersje                           | [ 71 ] |
| 2011                    | „Cytryny” (gościnnie: Losza Vera)                                                | Bump                                       | Prewersje                           | [ 72 ] |
| Występy gościnne i inne |                                                                                  |                                            |                                     |        |
| 2007                    | „Wyrok” – White House (gościnnie: Donguralesko, Fokus)                           | Łukasz Tunikowski                          | Kodex 3: Wyrok                      | [ 73 ] |
| 2008                    | „Co z tą Polską” – L.U.C. (gościnnie: Fokus, Rahim)                              | Piotr Bartos, Łukasz „L.U.C.” Rostkowski   | Planet L.U.C                        | [ 74 ] |
| 2010                    | „Bez granic” – Pyskaty (gościnnie: Fokus i inni)                                 | Toczy Videos                               | Pysk w pysk                         | [ 75 ] |
| 2010                    | „I choć niewiele mam, Cofnij się, Ilu z Was?” – Trzeci Wymiar (gościnnie: Fokus) | RMVISION                                   | Złodzieje czasu                     | [ 76 ] |
| 2010                    | „Różnice” – Vienio (gościnnie: Łona, Fokus)                                      | Darek Juraś                                | Etos 2010                           | [ 77 ] |
| 2011                    | „Elementum Tour” – VNM, Fu, Fokus                                                | Dwaem MediaGroup                           | –                                   | [ 78 ] |
| 2012                    | „Noc jest dla mnie” – Pezet (gościnnie: Fokus)                                   | Film-A-Lot Productions                     | Radio Pezet. Produkcja Sidney Polak | [ 79 ] |
| 2012                    | „Poranek poety” – Raca / DonDe (gościnnie: Fokus, Cira, DJ Filip)                | Tomasz Barbarski                           | Konsument ludzkich sumień           | [ 80 ] |
| 2012                    | „Fuck It” – Doda (gościnnie: Fokus)                                              | Xawery Żuławski                            | 7 pokus głównych                    | [ 81 ] |

## Filmografia
| Rok  | Tytuł                                         | Uwagi                                                          |
| ---- | --------------------------------------------- | -------------------------------------------------------------- |
| 2001 | Mówią bloki człowieku 2                       | film dokumentalny, reżyseria: Joanna Rechnio                   |
| 2009 | Paktofonika. Hip-Hopowa podróż do przeszłości | reportaż, scenariusz i reżyseria: Marta Dzido, Piotr Śliwowski |